# 데릭 코닐리어스
데릭 오스틴 코닐리어스(영어: Derek Austin Cornelius, 1997년 11월 25일 ~ )는 캐나다의 축구 선수로 현재 스웨덴 알스벤스칸의 말뫼 FF에서 활약하고 있다. 포지션은 센터백이다.